# Шабельник Іван Михайлович
Іван Михайлович Шабельник (3 січня 1927 — 27 листопада 1991) — радянський воєначальник, генерал-лейтенант РВСП (27.10.1977).

## Життєпис
Народився в селі Липці, нині Харківського району Харківської області, у селянській родині.
У 1946 році вступив до Калінінградського гвардійського мінометно-артилерійського училища імені Л. Б. Красіна, яке закінчив у 1949 році.
З 21 січня 1949 року — командир взводу 23-ї бригади РВГК у Закавказькому військовому окрузі; з 31 березня 1951 року — начальник відділення наведення вогневої батареї бригади особливого призначення РВГК; з 10 березня 1952 року — начальник стартового відділення вогневої батареї; з 26 листопада 1953 року — помічник начальника штабу ракетного дивізіону; з 27 грудня 1954 року — командир стартової батареї; з 18 травня 1959 року — командир дивізіону; з 12 вересня 1964 року — заступник командира, а з 25 липня 1967 року — командир 309-го ракетного полку.
У 1968 році заочно закінчив Харківське вище військове командно-інженерне училище ракетних військ імені М. І. Крилова.
З 21 серпня по 25 грудня 1970 року — заступник командира 46-ї ракетної дивізії, з 25 грудня 1970 по 8 вересня 1975 року — командир цієї дивізії. 2 листопада 1972 року присвоєно військове звання генерал-майор.
З 8 вересня 1975 року — начальник Ростовського вищого командно-інженерного училища імені головного маршала артилерії М. І. Недєліна.
28 грудня 1982 року вийшов у відставку за станом здоров'я.

## Нагороди
Нагороджений двома орденами Червоного Прапора, орденом Червоної Зірки і медалями.